# 無期迷途
無期迷途是一款由中国电子游戏公司MBCC工作室，于2022年使用Unity3D開發的策略性塔防类手游。

## 歷史
游戏於2022年8月11日公測，在開服後的5天內吸引了超過一百萬的玩家，2022年9月开启全球预注册，同時上線英语和日语官网，躋身中國iOS手游暢銷榜第16名，增长榜第2名。
無期迷途於2022年10月27日正式登陸海外市場，在一個月內全球預約量突破200萬次，在韓國成為iOS暢銷榜排名第7的遊戲。而在日本的暢銷榜則排名第43位。
官方於開服第一天發布了紀念PV並開展了抽獎活動，活動包括獲得聲優簽名、iPhone 14 Pro 和Switch遊戲主機等豪華獎勵。此外，官方也在日本推出了同人創作。
与明日方舟相比，玩家的男女比例更平衡。

## 游戏玩法
遊戲以即时战略為主題，在大部分关卡敵人會從多个出生点產生並進攻，部分特殊关卡会在开始前直接从场上生成敌人，玩家要以禁閉者掩護局長，尽量减少或不被敌人攻击。玩家在遊戲中能夠對禁閉者透過對話進行「審查」，從而增加服從度并获取高级资源。

## 剧情设定与角色
游戏的适用年龄为15歲以上的玩家。
游戏剧情是在某天星球殒落至世界上，导致名为「狂厄（Manic）」的异变灾害现象的出现。这种现象会影响人们的精神和肉体，甚至导致精神完全崩溃，变成像行尸走肉一样的怪物，也称为「死役」。只有极少数的人因为异变而获得超能力，他们被称为「禁闭者」。但是由于异变的影响，禁闭者的精神也会变得狂暴或偏执，甚至会疯狂地做出一些社会规范外和法律限制的行动，因此他们在普通人的眼中等同于最危险的罪犯。这些禁闭者身上背负着多项“罪名”，但在这个异变的世界中，他们也许是唯一能够对抗“狂厄”现象的人。
玩家在應對機構的招攬下成為「米諾斯危機管理局」（简称「MBCC」）的「局长」，该角色拥有名为「枷锁」的特殊力量，此力量能控制「禁闭者」。玩家需领导禁闭者对抗其他禁闭者和死役，同时寻找灾变背后的真相。

## 开发
2022年10月25日，游戏官方微博发布更新公告，表示将会暂时关闭禁闭者档案“过往追溯”，并调整游戏中的部分文案和暂时下架相关语音，同時對大量的角色立绘资源进行了调整。

## 評價
根据GameLook的评价主要是偏向“正面评论”。相對於其他遊戲，無期迷途是一款較為現代化的遊戲，且具有一定的存在感。。

## 外部連結
- 官方网站：中國大陸、全球
- （繁體中文）繁體字版公式Youtube （页面存档备份，存于）
- （日語）日本公式Youtube （页面存档备份，存于）
- （日語）日本公式Twitter （页面存档备份，存于）
- （英文）北美公式Youtube （页面存档备份，存于）
- 韓語字版公式Youtube （页面存档备份，存于）